# Майстерня Санти (Нью-Йоркський парк розваг)
Майстерня Санти в Норт-Поулі, селищі у Вілмінгтоні (штат Нью-Йорк), — парк розваг, який працює від 1949 року. Це був один із перших тематичних парків у США. Він відкритий від червня до грудня.
Ідея створення села виникла з історії про ведмедика, який відвідує Санта-Клауса на Північному полюсі, яку бізнесмен з Лейк-Плесіду Джуліан Райс розповів своїй дочці. Дизайн парку розробив художник Арто Монако з Аппер-Джей, а збудував Гарольд Форчун з Лейк-Плесіда, який також володів ділянкою та сприяв просуванню парку. Парк відразу привернув увагу ЗМІ, і мав у вересні 1951 року понад 14 000 відвідувачів на день.
Пандемія COVID-19 спричинила перерву в сезоні 2020 року.